# Fangshi
I Fangshi (cinese 方士, pinyin: fāngshì; letteralmente 'maestro dei metodi') erano specialisti tecnici cinesi che fiorirono dal III secolo a.C. fino al V secolo d.C. Altre traduzioni di fangshi includono alchimista, astrologo, indovino, esorcista, geomante, medico, mago, servitore, monaco, mistico, negromante, occultista, omenologo, medico, fisiognomista, tecnico, tecnologo, taumaturgo e stregone.

## La parola
La parola cinese fangshi 方士 combina fang 方 "direzione; lato; località; luogo; regione; formula;prescrizione (medica); ricetta; metodo; via" e shi 士 "studioso; intelligencija; signore; ufficiale; yeoman; soldato; persona addestrata in un certo campo ".
Molti testi in inglese traslitterano questa parola come fangshi (i testi più vecchi usano fangshih), ma alcuni la traducono letteralmente.
- "signori che possiedono ricette magiche" (Needham 1956: 134)
- "signori delle ricette" (Welch 1957: 96)
- "maestri di ricette" (Harper 1986: 394)
- "erudito sulle direzioni", cioè un esperto nell'interpretare i presagi dal loro orientamento" (Walters 1986: 304) [dalla divinazione fengjiao "angolo del vento", sotto]
- "Maestri Esoterici" (Roth 1991: 604)
- "signore che possiede tecniche, tecnico" (Sivin 1995: 27)
- "maestri di ricette e metodi" (Sakade 2000: 545)
- "maestri dei metodi" (Csikszentmihalyi 2008: 406)
- "maestri di esoterica" (Campany 2009: 33)

Lo storico cinese Yu Ying-shi (1965: 105) conclude che "come termine generale, fang-shih può essere tradotto "taoisti religiosi "o" taoisti popolari", poiché tutte queste arti furono successivamente incorporate nella religione taoista. Solo in casi specifici a seconda dei contesti il termine andrebbe tradotto "maghi", "alchimisti" o "immortali". "Fangshi " è un termine inafferrabile che sfida una traduzione coerente "(Toh 2010: 4).
C'è un accordo generale sul fatto che shi in fangshi 方士 significa "maestro, gentiluomo, specialista addestrato" (cfr Daoshi 道士 "sacerdote taoista, indovino"), ma un considerevole disaccordo sul significato di fang.

 L'etimologia di fangshi è "soggetta a varie interpretazioni", scrive DeWoskin. 
 Entro la fine della dinastia Zhou posteriore, ci sono diverse occorrenze della parola "fang" in due nuovi binomi, fang-shu [方 書] e fang-shuo [方 說], letteralmente, "libri fang" e "teorie fang" . La parola "fang" nei suoi vari contesti comuni significava "efficace", "formulaico", "parallelo", "correlativo", "comparativo", "medicinale", "spirituale" o "esoterico". Durante i periodi arcaici, la parola si verifica anche comunemente nel composto ssu-fang [四方], che significa quattro aree periferiche, e quindi si riferisce a persone, luoghi e culture rimossi dal tribunale centrale. Ognuno di questi significati è potenzialmente un fattore nell'etimologia del termine. "(1983: 1-2) 
 Harper dice "Il tentativo di DeWoskin di una definizione di fang shih che ammette ogni possibile significato di fang nella sua analisi rende il termine privo di significato". 
 Qualunque cosa fang o shih come parole separate significavano in un periodo precedente, quando erano combinati per formare il nome di prodigiosi che si riunivano nei tribunali di Ch'in e Han, il nome esprimeva alcune qualità essenziali di queste persone. Automaticamente la maggior parte dei significati per fang che DeWoskin afferma essere "potenzialmente un fattore nell'etimologia del termine" possono essere eliminati, specialmente la serie "parallelo, correlativo, comparativo". Analizzando il termine fang shih, i primi studiosi si sono concentrati principalmente sul significato di "metodo" o "tavoletta su cui è registrato un metodo, ricetta", nel qual caso fang shih significa "mastro che possiede metodi" o "maestro che possiede ricette". (1986: 395) 
 Basato su parole che i testi Han usano per descrivere le pratiche occulte, fangshu 方書  "ricettario, trattato su un'arte / abilità, raccolta di prescrizioni mediche" e fangban 方 板 "tavoletta della ricetta, trattato su un'arte / abilità", conclude Harper, "Il possesso di scritti contenenti conoscenze occulte che potrevano essere rivelati a mecenati selezionati era la caratteristica principale di tutti coloro che erano conosciuti come fang shih". Descrivendo lo sfondo del fangshi, DeWoskin suggerisce un'etimologia "altra". 
 È possibile raggruppare gli antecedenti del pensiero e delle tecniche del fang-shih in tre aree distinte: astrologia e calendaria; le pratiche dei medium wu e l'evocazione; e medicina farmaceutica e igienica. Praticamente tutti i fang-shih abbastanza importanti da essere inclusi nelle storie dinastiche sono specializzati in una sola di queste aree. Poiché le tre aree non sono storicamente collegate, e il tipico fang-shih non le abbraccia tutte, il raggruppamento suggerisce che il senso comune del nome fang-shih era in qualche modo simile agli "altri" e non si attribuiva a nessuna prontamente definibile scuola o tradizione. (1983: 6) 
 Anche Harper rifugge questa ipotesi, concludendo: "Un esame più giudizioso non potrebbe portare a questo tipo di reductio ad absurdum ".

 Riassumendo in che modo gli autori cinesi usavano la parola fangshi dagli Han alle dinastie Song, Sivin elenca quattro criteri generali. 

1. Il fang-shih apparteneva di solito al minuscolo segmento privilegiato della popolazione che poteva leggere libri e lasciare documenti. Gli scritti che abbiamo, non un campione casuale, sono di alta qualità letteraria. Le prime storie sui tecnici spesso hanno li confondono con filosofi. Il fang-shih di solito proveniva da una famiglia che sappiamo essere in posizione ufficiale, anche in periodi in cui tale grado era normalmente ereditario.
2. Lo stesso fang-shih di solito non deteneva un alto grado nel regolare servizio civile. Se lo faceva, tendeva ad essere ottenuto in modo irregolare, molto spesso come gesto imperiale. Qualcuno che ha raggiunto un alto ruolo attraverso una carriera convenzionale, anche se avesse notevoli capacità meccaniche, conoscenze scientifiche o la padronanza dell'occulto, non è stato spesso chiamato un fang-shih . ...
3. Il fang-shih non si sforzò per gli obiettivi personali che il ben nato si aspettava dalla propria specie. Solitamente manteneva opinioni morali e politiche convenzionali, se possiamo contare sulle fonti, ma lo stigma di entusiasmi tecnici inappropriati, per quanto deboli, è comunemente visibile. Qualcuno in una posizione cospicua di ortodossia, indipendentemente dall'esperienza tecnica, non era considerato un fang-shih .
4. Il fang-shih aveva poteri visti solo raramente nel letterato ortodosso - prevedere il futuro, arrogare a se stesso i poteri di modellatura e trasformazione del processo naturale (tsao hua 造化), e così via. Allo stesso tempo le descrizioni non ne disegnano mai la piena umanità, la padronanza della Via sociale, del convenzionale 'più grande'. (1995: 28-9)

## Storia
I Fangshi sono registrati per la prima volta nelle antiche Ventiquattro storie canoniche cinesi: nello Shiji 史記, Testimonianze del Grande Storico di Sima Qian (circa 91 a.C.), lo Hanshu 漢書, Libro di Han di Ban Gu (82 d.C.),  lo Sanguozhi 三國 志, Cronache dei Tre Regni di Chen Shou (289 d.C.), e nello Houhanshu 後 漢書 Libro degli Han Posteriori di Fan Ye (445 d.C.). DeWoskin (1983) tradusse le biografie dei fangshi delle ultime tre storie, ma alcuni recensori (ad esempio, Boltz 1985 e Harper 1986) lo criticarono per aver ignorato la traduzione francese di Ngo (1976) delle stesse biografie.
Questi testi storici documentanoo che durante la fine del periodo degli Stati Combattenti (475-221 a.C.), i fangshi originarono nel nordest della Cina ed erano specializzati in tecniche xian 仙 "di immortalità; trascendenza". Durante la Dinastia Qin (221-206 a.C.) e la Dinastia Han (206 a.C.-220 d.C.), i fangshi erano sostenuti da imperatori che cercavano l'elisir dell'immortalità. Entro la metà del Periodo delle Sei Dinastie  (220-569 d.C.), il ruolo dei fangshi era diminuito e le loro tecniche erano stato adattato nella religione Taoista e la medicina tradizionale Cinese.

 La parola fangshi appare per la prima volta nel Fengshan shu 封禪書 "Trattato sui sacrifici di Feng e Shan" delle "Annotazioni del grande storico". Questo contesto riguarda Qin Shi Huang (221-210 a.C. circa), il primo imperatore Qin che viaggia e compie sacrifici negli stati costieri nordorientali di Qi 齊 e Yan 燕 (gli attuali Shandong, Hebei e Liaoning ). Durante l'era del re Wei (356-320 a.C.) e del re Xuan (319-301 a.C.) di Qi e del re Zhao di Yan (311-279 a.C.), i fangshi sostenevano di aver studiato le tecniche di Zou Yan, che ha sistematizzato le teorie Yin-Yang e le Cinque Fasi . 
 Song Wuji, Zhengbo Qiao, Chong Shang, Xianmen Gao e Zui Hou erano tutti uomini di Yan che praticavano la magia e seguivano la via degli immortali, scartando le loro forme mortali e trasformandosi in esseri spirituali per mezzo di un aiuto soprannaturale. Zou Yan vinse la fama tra i signori feudali per le sue teorie sullo yin e lo yang e la successione dei cinque elementi, ma i [方士] maghi che vivevano lungo la costa di Qi e Yan, sebbene affermassero di trasmettere i suoi insegnamenti, non erano in grado per capirli. Così da quel momento apparve una schiera di uomini, troppo numerosi da menzionare, che esponevano ogni sorta di strane e fantastiche teorie e si adoperarono a lungo per adulare i governanti del giorno e ingraziarsi con loro. (tr.Watson 1996: 14) 
 Confrontiamo la traduzione di Welch (1957: 96), "praticavano il Tao delle ricette e dell'immortalità ( fang hsien tao [方 僊道]). I loro corpi venivano rilasciati, disciolti e trasformati, facendo affidamento sul servire i fantasmi (kuei [鬼]) e spiriti (shen [神]). " Questi primi fangshi affermarono di conoscere tre montagne divine in cui esisteva l'elisir dell'immortalità, Penglai 蓬萊, Fangzhang 方丈 e Yingzhou 瀛洲 nel mare di Bohai . 
 Dall'età dei re Wei e Xuan di Qi e del re Zhao di Yan, di tanto in tanto venivano inviati uomini per andare in mare e cercare le isole di Penglai, Fangzhang e Yingzhou. Queste erano tre montagne spirituali che avrebbero dovuto esistere nel Golfo di Bohai. Non erano molto lontani dalla terra degli uomini, si diceva, ma la difficoltà era che, ogni volta che una barca stava per toccare le loro rive, sempre si alzava un vento che la spingeva via. In passato, diceva la gente, c'erano stati uomini che riuscivano a raggiungerli, e li trovarono popolati da spiriti fatati che possedevano l'elisir dell'immortalità. Tutte le piante, gli uccelli e gli animali delle isole erano bianchi e i palazzi e le porte erano fatti d'oro e d'argento. Viste da lontano, le tre montagne spirituali sembravano nuvole ma, quando ci si avvicinava, sembravano invece essere giù sotto l'acqua. In ogni caso, non appena qualcuno si avvicinava a loro, il vento veniva all'improvviso e trascinava via la barca, in modo che alla fine nessuno potesse mai raggiungerli. (tr.Watson 1996: 14) 
 Gli Shiji riportano anche che l'imperatore Qin inviò il fangshi Xu Fu 徐福 per ottenere l'elisir della vita dallo xian Anqi Sheng che visse sul Monte Penglai nel 219 a.C., e quindi mandò Lu Sheng 盧生 "Maestro Lu" nel 215 a.C. Successivamente l'imperatore mandò altre tre spedizioni di fangshi nelle isole spirituali, ma nessuna tornò in Cina.
L'imperatore Wu di Han (141-87 a.C.) patrocinò generosamente molti fangshi, scrive DeWoskin (1985: 378), "a tal punto che praticamente chiunque abbia una "tradizione segreta" plausibile è corso in tribunale per riscuotere la sua ricompensa". Lo zio e consigliere dell'imperatore Wu Liu An (179-122 a.C., compilatore dello Huainanzi) raccolse "diverse migliaia" di fangshi e compilò le loro tecniche di shenxian 神仙 "trascendenza dello spirito" e huangbai 黃白 "alchimia". Due famosi fangshi consigliarono all'Imperatore Wu di emulare le leggendarie pratiche dell'Imperatore Giallo. L'alchimista Li Shaojun ha tentato di ricreare il rito dell'Imperatore Giallo per trasformare il cinabro in oro. L'architetto Gongyu Dai 公 玉帶 sostenne di avere i piani dell'Imperatore Giallo per una sala pentagonale di 12 piani, che l'imperatore Wu aveva ricostruito nel 102 a.C.
Csikszentmihalyi (2008: 407-408) elucida lo sviluppo cronologico della categoria fangshi, contrapponendo il suo ruolo in queste prime storie cinesi. Nei Registri del Grande Storiografo, "i metodi (fang 方) usati dai fangshi in genere riguardavano demoni e spiriti: metodi per ritirarsi dalla vecchiaia (quelao fang 却 老 方), metodi che coinvolgono demoni e dei (guishen fang 鬼神 方) e metodi per divinità, mostri e anomalie (shen guai qi fang 神怪 奇 方)." Il capitolo del libro Han Posteriore sui fangshi ha ampliato la categoria includendo i presagi e le tecniche di portento come fengjiao風 角 "angoli del vento". Il Registri dei Tre Regni combinava le categorie storiche Han di fangshi 方士 e shushu 數 術 "numeri e arti" (divinazione e omenologia) in un capitolo su fangshu 方 術, "metodi e arti". "Così, i fangshi, originariamente esperti in materia di spiriti, vennero nel tardo Han ad includere gli onnipresenti esperti nel rilevare i cambiamenti nell'equilibrio del mondo naturale".
方士 il concetto di Fangshi è nato nel sud della Cina. Nella visione dei Maestri Celesti il peccato veniva punito con le malattie. Lo Shangqing ha sincretizzato i Maestri Celesti con i fangshi. Buddismo, Fangshi e Maestri celesti erano sintetizzati nel Lingbao. Buddismo, Maestri Celesti e Fangshi contribuirono tutti al canone religioso del Lingbao. Le richieste del Maestro Celeste alle divinità e anche i riti del fangshi furono copiati dal canone del Lingbao .

## Tecniche
I Fangshi impiegavano numerose tecniche, metodi e pratiche. DeWoskin (1983: 22-29) elenca ne quarantadue menzionati nelle biografie storiche di fangshi . Alcuni sono familiari (ad esempio, dunjia 遁甲 "Evading Stems, divinazione del ciclo sessagenario " e <i id="mw5A">wuyi</i> 巫醫 "Medium Healing, medicina sciamanica"), mentre altri sono oscuri. Ad esempio, DeWoskin spiega la divinazione di fengjiao 風角 "Angoli del vento". 
 Angoli del vento (Feng-chiao): il vento da otto angoli (quattro lati e quattro angoli) viene osservato nella sua direzione, forza e altre qualità. ... La natura dell'analisi deve ancora essere determinata, ma alcune fonti collegano la pratica all'esperienza nei cinque toni (wu-yin), in particolare la capacità di ascoltare e differenziare i toni che non sono udibili per la maggior parte delle persone. (1983: 27) 
 Csikszentmihalyi (2008: 408) chiarisce il fengjiao . "Questa pratica, che potrebbe risalire alla dinastia Shang, comporta l'uso della temperatura, della forza e dei cambiamenti di direzione nei venti stagionali per determinare l'aumento locale e la diminuzione del qi Yin e Yang." Gli Yinqueshan Han Slips, scoperti nel 1972, contengono manoscritti su fengjiao e nayin 納 音 "Matching Sounds".

 Citando esempi delle tecniche denominate tuibu 推 步 "astrologia " e tingzhuan 筳 篿 " cleromanzia ", Harper dice "l'imprecisione abbonda" nelle traduzioni di DeWoskin. 
 Cosa pensa il lettore, ad esempio, quando DeWoskin traduce il termine t'ui pu come "influenze astrali" e spiega che si riferisce a "proiezioni da letture del cielo" (pagina 23)? Una resa più letterale di t'ui pu sarebbe "tracciare i ritmi" e il termine si riferisce principalmente alla determinazione dei percorsi del sole, della luna e dei pianeti. T'ing chuan ("schegge di bambù" nella traduzione di DeWoskin) è identificato come "un modo di eseguire fratture" e DeWoskin fornisce la seguente descrizione più completa della tecnica: "Questa tecnica è uno dei numerosi approcci di frattura e lettura delle fratture. Le sezioni di bambù sono rotte e le fessure risultanti sono lette "(pagina 27). In realtà, il t'ing chuan si riferisce a una forma di divinazione per lotti, simile alla divinazione con gli steli di achillea, in cui gli elementi sono schegge di bambù spezzato o talvolta ramoscelli spezzati dalle piante. DeWoskin sembra aver inventato la sua spiegazione. Le sue brevi ricapitolazioni di altre tecniche sono allo stesso modo disinformative o imprecise. (1986: 396) 
 Alcune pratiche fangshi come shefu 射 覆 erano più vicine alla magia da salotto delle tecniche esoteriche. DeWoskin spiega 
 Il repertorio con cui i fang-shih hanno conquistato il loro patrocinio includeva non solo la narrazione, ma anche dissertazioni su astrologia, omenologia e filosofia esoterica e varie esibizioni di arti magiche. Le storie registrano molte istanze di un gioco di fang-shih, she-fu 射 覆, in cui maestri come Tung-fang Shuo, Kuan Lu 管 輅 e Guo P'u 郭璞 (276-324) hanno indovinato l'identità di oggetti nascosti prima di incontri di ospiti a cena o funzionari scettici. (1985: 379) 

## Fangshinotevoli
Molti famosi "Maestri di metodo" sono considerati Taoisti.
- Xu Fu 徐福 (fl 219-210 a.C.), inviato da Qin Shi Huang per trovare l'elisir dell'immortalità
- Luan Da 栾 大 († 112 a.C.), professava di conoscere il segreto dell'immortalità
- Gan Ji 干吉 (secondo secolo d.C.), sacerdote taoista
- Zuo Ci 左慈 (III secolo d.C.), maestro taoista, insegnante di Ge Xuan
- Ge Xuan 葛玄 (164-244), maestro taoista, nonno di Ge Hong
- Guan Lu 管 輅 (209-256), famoso divinatore
- Guo Pu 郭璞 (276-324), commentatore e autore
- Ge Hong 葛洪 (283-343), autore taoista del Baopuzi
- L'anziano Zhang Guo 張 果 老, (verso la metà dell'VIII secolo), uno degli Otto Immortali
- Chen Tuan 陳 摶 (920-989 circa), maestro taoista, originatore di Liuhebafa gungfu

Il termine fangshi a volte si presenta nell'uso contemporaneo. Ad esempio, Wong (1992) applica la tradizione fangshi per spiegare l'autore Liu E 劉 鶚 e il suo romanzo (1904) i Viaggi di Lao Can .

## Connessioni
La tradizione fangshi ha origini e affiliazioni diverse. Quando furono registrati per la prima volta attorno al IV secolo a.C., i fangshi erano collegati con l'astrologia, la divinazione e la conservazione delle memorie della dinastia Zhou. Durante le dinastie Qin e Han, i fangshi svilupparono molte nuove tecniche, che furono gradualmente assorbite dalle religioni daoiste (ad esempio, scuola di Shangqing), dai movimenti taoisti (ad esempio la Via dei Cinque Sacchi di Riso), dall'alchimia cinese (sia Neidan interno che Waidan esterno), dalla meditazione buddista e dalla medicina tradizionale cinese.

 "La genealogia dei fangshi è complessa", scrive Robinet (1997: 37). "Nascono dagli archivisti-indovini dell'antichità, uno dei quali era presumibilmente lo stesso Laozi: sotto Shang e Zhou erano gli unici a conoscere la divinazione e la scrittura". DeWoskin descrive come i fangshi hanno consolidato diverse antiche tradizioni cinesi. 
 Le loro pratiche divinatorie possono essere ricondotte alla cultura osteo-oracolare della dinastia tardo Shang, alle procedure con i gambi di Achillea della dinastia Chou e alla tecnologia astrologica e calendaria di Chou. Questa connessione storica tra pratiche divinatorie, in particolare di tipo calendrico e astrologico, e la cronaca degli eventi si riflette nella notevole alfabetizzazione del fang-shih e nella loro propensione a creare narrazioni biografiche, geografiche e di altro genere. Le loro pratiche mediche combinano elementi della tradizione medica confuciana (ju-i 儒 醫) e pratiche mediche popolari, derivate in gran parte dal rituale sciamanico. Hanno dunque praticato una serie di terapie, dall'agopuntura e dalla farmacologia all'incantesimo e all'esorcismo talismanico. Le loro pratiche di immortalità comprendono sia tecniche alchemiche (wai-tan 外 丹) che igieniche (nei-tan 內丹) adombrate nei classici taoisti ed elaborate nei movimenti religiosi taoisti emergenti. (1985: 379) 
 Le religioni taoiste si sono appropriate di molte tecniche fangshi. Holmes Welch ipotizzò che il Daoismo fosse un fiume che univa quattro correnti di filosofia, igiene, alchimia e mitologia Penglai. Fangshi sono associati a questi ultimi due. 
 Fu probabilmente tra il 350 e il 250 a.C. che i nomi di Lao Tzu, Chuang Tzu e Lieh Tzu divennero associati a quello che chiameremo "taoismo filosofico"; i loro libri testimoniavano a loro volta dell'esistenza di una "scuola dell'igiene" che coltivava la longevità attraverso esercizi di respirazione e ginnastica; All'inizio dello stesso periodo la teoria dei Cinque Elementi fu proposta da Tsou Yen, i cui seguaci avrebbero iniziato a ricercare l'elisir della vita; e infine, lungo le coste nord-orientali della Cina, le navi iniziarono a navigare alla ricerca delle Isole del Beato, sperando di tornare con il fungo che "preveniva la morte". (1957: 89-90) 
 Welch (1957: 96-97) conclude che i fangshi sviluppò l'alchimia, "sebbene Tsou Yen acquisì gradualmente la statura alchemica, egli stesso non sapeva nulla dell'arte, probabilmente fu sviluppata da quelli dei suoi seguaci che si interessarono alla sperimentazione fisica con i Cinque Elementi. Il primo elisir che hanno sviluppato è stato il cinabro, o solfuro di mercurio. "

 Joseph Needham ha rintracciato le origini del daoismo in un'alleanza tra fangshi, wu 巫 "sciamani; dottori" e filosofi come Laozi e Zhuangzi : 
 Nel cuore dell'antico Taoismo c'era un elemento artigianale, poiché sia i maghi che i filosofi erano convinti che le cose importanti e utili potevano essere raggiunte usando le mani. Non parteciparono alla mentalità dell'amministratore confuciano, che sedeva in alto nel suo tribunale emettendo ordini e non impiegando mai le mani se non leggendo e scrivendo. Ecco perché è successo che ovunque nell'antica Cina si trovino i germogli di una qualsiasi delle scienze naturali, i taoisti saranno sicuramente coinvolti. I fang shih 方士 o 'gentiluomini in possesso di ricette magiche' erano certamente taoisti, e lavoravano in tutti i tipi di direzioni come lettori delle stelle e meteorologi, uomini di saggezza contadina e conoscitori di erbe, irrigatori e costruttori di ponti, architetti e decoratori, ma soprattutto alchimisti. In realtà l'inizio di ogni alchimia dipende da loro se lo definiamo, come sicuramente dovremmo, come la combinazione di macrobiotica e estrazione dell'oro. (2000: 58) 
 Needham ha definito le sue parole "accuratamente scelte": la "macrobiotica", la convinzione che, con l'aiuto di botanica, zoologia, mineralogia e alchimia, sia possibile preparare droghe o elisir che prolunghino la vita, dando longevità (shou 壽) o immortalità (pu ssu 不死) e "aurifaction, aurificazione, estrazione dell'oro" la convinzione che sia possibile produrre oro da altre sostanze abbastanza diverse, in particolare i metalli ignobili ".

 Csikszentmihalyi riassume le connessioni taoista-fangshi, 
 I "metodi" del fangshi possono essere visti come precursori delle pratiche taoiste organizzate su diversi livelli. Negli Han, il concetto del Tao serviva a spiegare l'efficacia della miriade di nuove discipline che formavano, e molte di queste discipline erano di competenza dei fangshi. Questo spiega perché il termine Daoshi (道士 maestri del Dao) stava già cominciando a sostituire il termine Fangshi (方士) nella Hanshu, con conseguente sua progressiva eclissi di quest'ultimo termine. A un livello più concreto, molte tecniche specifiche di trascendenza spirituale, medicina e alchimia inizialmente usate dai fangshi hanno trovato la loro strada nella pratica taoista successiva. (2008: 408-9) 

## Critica
Gu Yong 谷永 († 8 BCE), ministro dell'imperatore Cheng di Han, specialista dello Yijing, è noto per le aspre critiche alle pratiche fangshi contemporanee: 
 Tutti quegli occultisti, che girano le spalle alla retta via della benevolenza e del dovere corretto, che non venerano il modello dei Cinque Classici ma che invece sono pieni di affermazioni sullo strano e meraviglioso, sugli spiriti e sui fantasmi, che si schierano in venerazione senza riserve delle pratiche sacrificali di ogni luogo, ... che dicono che gli immortali si trovano in questo mondo e che assorbono tutti i tipi di droghe per la longevità, che capricciosamente si lanciano in missioni lontane e viaggiano così in alto che le loro ombre sono proiettate verso l'alto, ... che hanno dominato la trasformazione del metallo di base in oro, che hanno reso uniformi i cinque colori e cinque luoghi nei loro corpi  - quegli occultisti imbrogliano le persone e deludono le masse.  